# Huwelijksportret van Isaac Massa en Beatrix van der Laen
Het Huwelijksportret van Isaac Massa en Beatrix van der Laen is een schilderij van de Nederlandse schilder Frans Hals. Het schilderij dateert uit ca. 1622 en is geschilderd op canvas. Het is 140 bij 166,5 cm groot en hangt in het Rijksmuseum in Amsterdam. Dit is het enige duoportret van Frans Hals.

## Afbeelding
Het afgebeelde koppel is zeer waarschijnlijk Isaac Massa (1568-1643) en Beatrix van der Laen (1592-1639). De informele sfeer van genrestukken en de formele sfeer van een portret worden in dit schilderij gecombineerd. Het echtpaar zit vlak naast elkaar. De arm van de vrouw hangt over de arm van de man en laat hiermee haar ringen zien. Ze glimlachen allebei terwijl ze in een tuin zitten. Op de boom waar ze tegen aanleunen, groeit klimop, een symbool voor trouw en standvastige liefde. De man legt zijn hand op zijn hart en toont hiermee zijn liefde voor zijn echtgenote.

## Stijl
Het schilderij is in barokstijl geschilderd. De barokstijl tracht meer emotie op te wekken door middel van een meer informele sfeer. Het is in groot contrast met de Renaissance, waar weinig emotie werd getoond in de schilderkunst. Een voorbeeld hiervan is het Portret van Giovanni Arnolfini en zijn vrouw. De man en vrouw in dit schilderij zijn erg stijf en formeel. Deze stijl verandert in de twee eeuwen erna. In het Huwelijksportret van Rubens is er al een overgang te zien en heeft mogelijk als inspiratie gediend voor Hals.